# Coventry Climax
Coventry Climax je nekdanje britansko podjetje, ki ga je leta 1904 ustanovil Lee Stroyer. Med sezonama 1954 in 1964 so dobavljali motorje različnim moštvom v Formule 1.

## Motorji uporabljeni v Formuli 1
- 1954 2.5 L V-8 2.94 x 2.80" 264 KM @ 7,900 rpm Godiva
- 1959 2.5 L 4 cil. 3.70 x 3.50" 220 KM @6,500 rpm
- 1960 2.5 L 4 cil. 3.70 x 3.54" 240 KM @ 6,750 rpm
- 1960 1.5 L 4 cil. 3.20 x 2.80" (Formula 2)
- 1961 2.75 L 4 cil. 3.78 x 3.74" (Tasman in Indianapolis 500)
- 1961 1.5 L 4 cil. 3.22 x 2.80" 150 KM @ 7,500 rpm
- 1962 1.5 L V-8 2.48 x 2.36" 180 KM @ 8,500 rpm
- 1963 1.5 L V-8 2.675 x 2.03" 195 KM @ 9,500 rpm
- 1964 1.5 L V-8 2.85 x 1.79" 200 KM @ 9,750 rpm
- 1965 1.5 L V-8 2.85 x 1.79" 210 KM @ 10,500 rpm 4 ventili/cil.
- 1966 2.0 L V-8 2.85 x 2.36" 245 KM @ 9,000 rpm 4 ventili/cil.
- 1965 1.5 L F-16 2.13 x 1.60" 220/225 KM @ 12,000 rpm 2 ventili/cil.